# Антропогеографија
Антропогеографија, звана и људска географија, део је друштвене географије. Бави се проучавањем односа између природне средине и човека, просторног размештаја људи, као и културних и привредних одлика простора.

## Настанак науке и развој
Оснивач антропогеографије је немачки научник Фридрих Рацел (нем. Friedrich Ratzel). Из ове науке су се развиле остале друштвеногеографске дисциплине: географија становништва, географија насеља, економска географија, политичка географија и др.
У Србији се њоме бавио и на светски научни ниво уздигао Јован Цвијић у делима Антропогеографски проблеми Балканског полуострва (Бг 1902) и Балканско полуострво и јужнословенске земље, које је најпре објављено на француском (Париз 1918), а потом на српском језику (1: Зг 1922; 2: Бг 1931).
Под Цвијићевим руководством из антропогеографије су се развиле посебне научне области:
- географија становништва
- географија насеља
- етнологија
- економска, социјална и политичка географија